# 이종표
이종표(李鐘杓, 1967년 3월 3일 ~ )은 대한민국의 제5대 경상북도 경주시의원이었다.

## 학력
- 용문고등학교 졸업
- 위덕대학교 사회복지학과 재학중

## 경력
- ㈜아이템플 경주지사 근무
- 경주시 현대호텔 근무
- 서라벌초등학교 운영위원회 부위원장
- ㈜롯데백화점 근무
- 경주시 사회복지협의체 위원
- 보라지역아동센터 운영위원회 부위원장
- 경주시 보육정책심의위원회 위원
- 민주노동당 중앙위원
- 민주노동당 경주시 위원회 운영위원
- 여성노동자회 운영위원
- 민들레봉사단 회원
- 이웃사랑실천모임 회원
- 평등포럼 이사
- 2006.07 ~ 2010.06 제5대 경상북도 경주시의회 의원
- 2006.07 ~ 2008.07 제5대 경상북도 경주시의회 전반기 산업건설위원회 위원
- 2006.07 ~ 2008.07 제5대 경상북도 경주시의회 전반기 의회운영위원회 위원
- 2006.07 ~ 2008.07 제5대 경상북도 경주시의회 전반기 예산결산특별위원회 위원
- 2008.07 ~ 2010.06 제5대 경상북도 경주시의회 후반기 의회운영위원회 위원
- 2008.07 ~ 2010.06 제5대 경상북도 경주시의회 후반기 산업건설위원회 부위원장
- 2008.07 ~ 2010.06 제5대 경상북도 경주시의회 후반기 예산결산특별위원회 위원
- 제5대 경상북도 경주시의회 행정사무감사특별위원회 부위원장
- 제5대 경상북도 경주시의회 학교급식비 지원심의위원회 위원
- 2012.09.25 통합진보당 탈당

## 수상
- YMCA 의정지기단 베스트의원 선정
- 경상북도 의정대상 수상

## 역대 선거 결과
|  | 12.60% |

|  | 20.97% |

|  | 27.70% |

|  | 22.99% |

|  | 14.75% |